# Gemälde

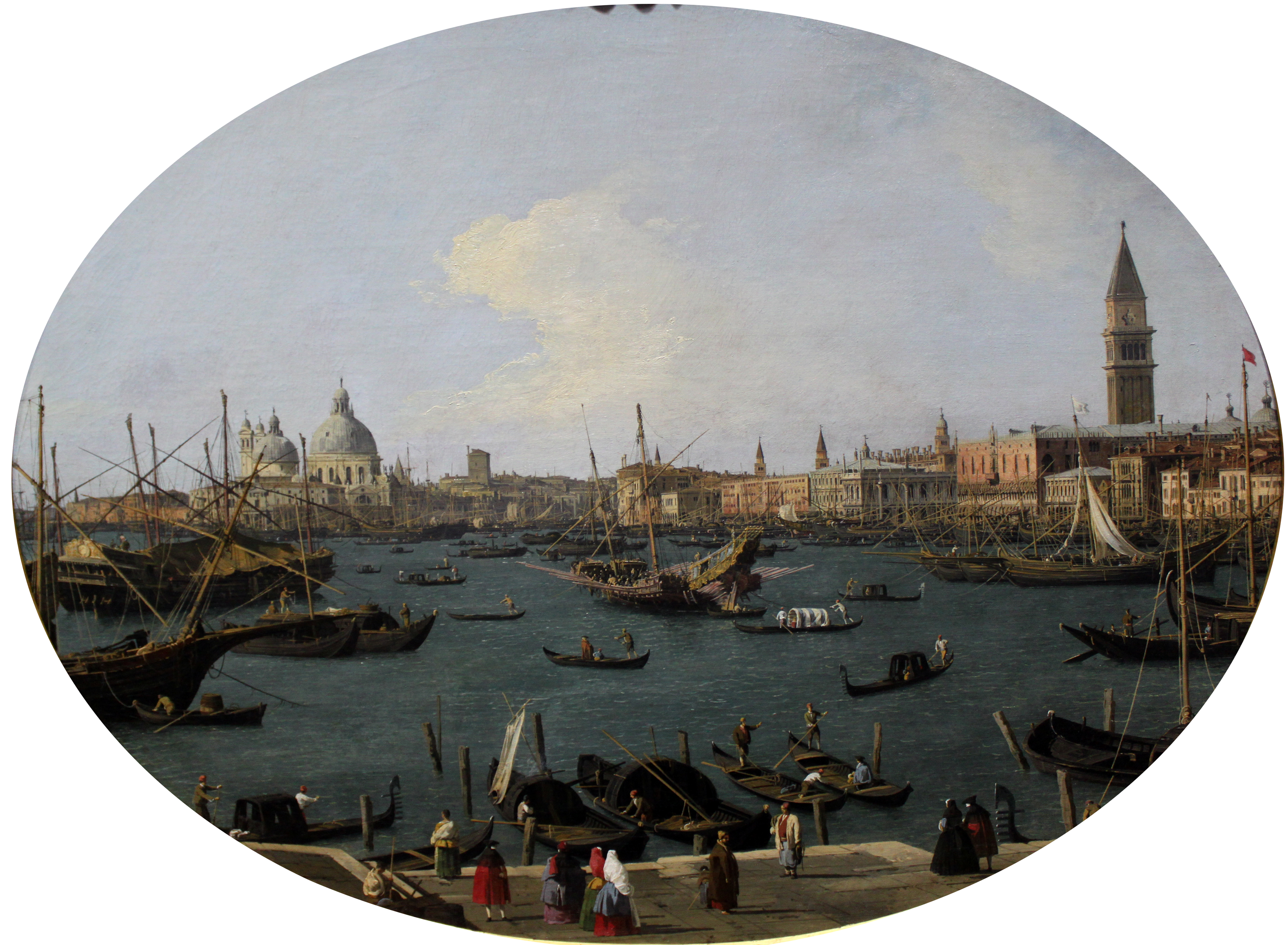
Giovanni Antonio Canal: Ansicht des Bacino di San Marco in Venedig, 1735

Ein Gemälde (ahd. gimālidi, mhd. gemǣlde; Wortbildung zu ahd. mālōn, mālēn, ursprünglich „mit Zeichen versehen“) ist ein Bild, das mit einer Maltechnik auf einen Bildträger (z. B. eine Leinwand) aufgebracht wurde. Ein Gemälde ist ein Werk der Malerei, die zu den bildenden Künsten zählt. Gelegentlich werden Gemälde als Malereien bezeichnet.

## Materialien
Die malerischen Techniken, die bei der Anfertigung von Gemälden verwendet werden, setzen in der Regel drei Komponenten voraus:
- einen Bildträger: aus sehr lange gelagertem Holz, Leinwand, Papier, seltener Glas oder Metall; wird meist mit Kreide grundiert
- ein Pigment (Farbstoff): bis ins 19. Jahrhundert hergestellt aus Naturprodukten wie Pflanzen, Halbedelsteinen, Erden
- ein Bindemittel: z. B. Leinöl oder Knochenleim, ermöglicht einen dauerhaften Farbauftrag

## Begriffsgeschichte
Bis ins frühe 16. Jahrhundert umfasste der Begriff Gemälde auch Darstellungen auf Münzen und Kupferstiche. Erst mit der Entwicklung und der raschen Verbreitung der Ölmalerei im 15. und 16. Jahrhundert entwickelte sich die Vorstellung vom Gemälde als eines mit malerischen Techniken hergestellten Bildes, das nunmehr als Kunstwerk angesehen wurde.
In der westlichen Kunstgeschichte wurden dann unter Gemälden die längste Zeit fast ausschließlich Ölmalerein auf Leinwänden oder Holztafeln verstanden. Werke auf Papier oder anderen Trägern wurden meist als „Zeichnungen“ klassifiziert, unabhängig vom verwendeten Medium. Werke der traditionellen östlichen Malerei, die fast ausschließlich Papier oder Seide als Träger verwendet, wären nach diesem Verständnis keine Gemälde.
Gängiger ist es, Gemälde über das verwendete Medium zu definieren. Ein Großteil der Kunstwerke, die gemeinhin als Gemälde klassifiziert werden, wurden mit in einer Flüssigkeit suspendierten Pigmenten geschaffen, sei es Öl, Wasser, Acryl oder eine Mischung aus Lösungsmitteln, wie im Fall von Tinte. Nach dieser Definition werden also Arbeiten in Pastell vollständig von Gemälden abgegrenzt, auch wenn es sich bei den in den Feststoffen vorkommenden Pigmente um dieselben wie in den Flüssigkeiten handelt. Aber auch diese Definition versagt in bestimmten Fällen, wie bei der bereits erwähnten Pastellmalerei oder der Tuschezeichnung.
Durch grenzüberschreitende und interdisziplinäre künstlerische Praktiken verschwimmt die feine Linie zwischen Gemälden und verwandten Medien häufig. Schon im Jahr 1890 formulierte der französische Maler Maurice Denis eine Definition, in der von Materialien und Maltechniken nicht die Rede ist:

« … un tableau […] est essentiellement une surface plane recouverte de couleurs en un certain ordre assemblées. »

„… ein Gemälde […] ist im Wesentlichen eine flache Oberfläche, die mit Farben bestimmter Reihenfolge bedeckt ist.“

## Abbildungen

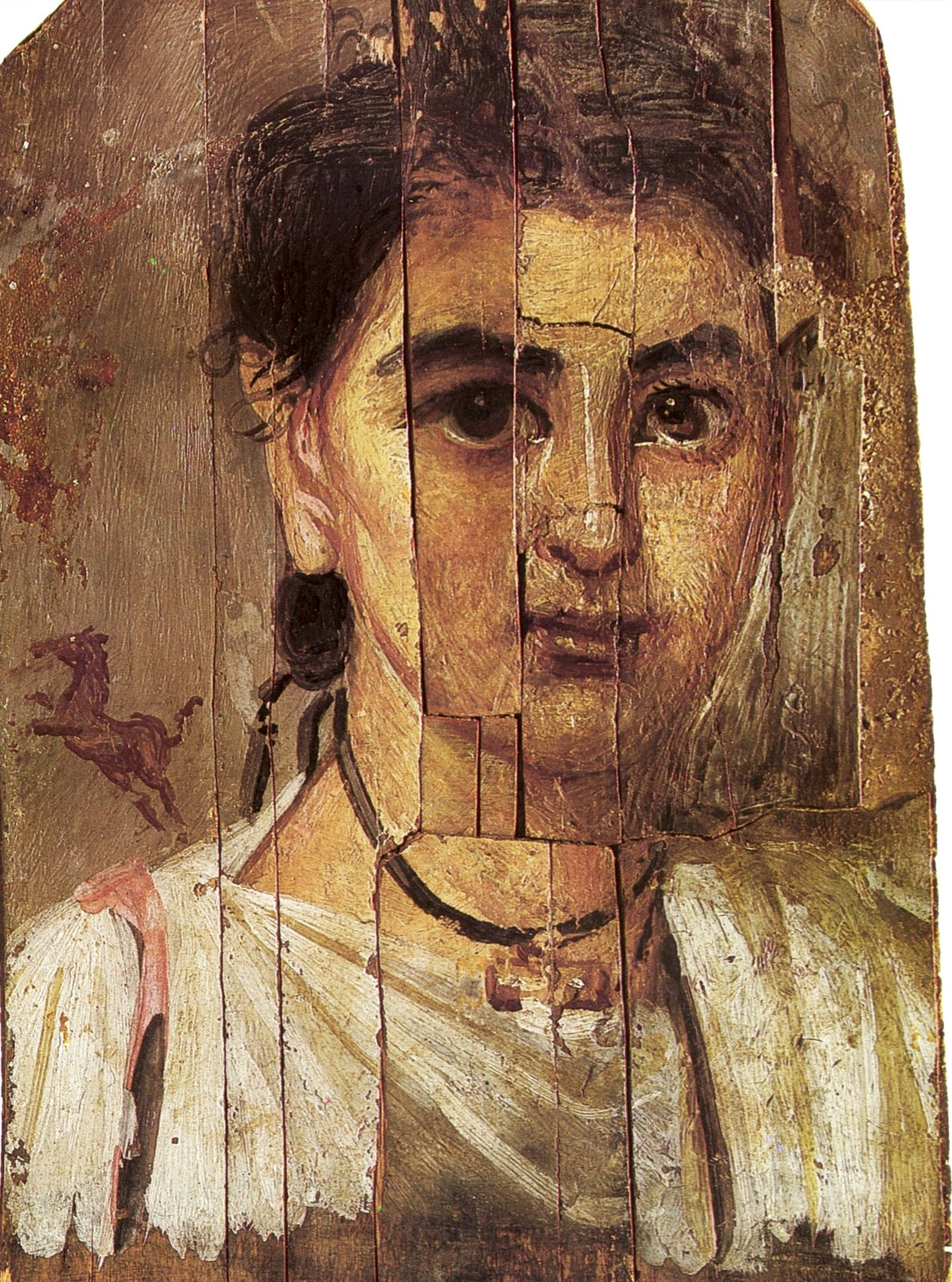
Mumienporträt, Ägypten, Wachsfarben auf Holz, 2. Hälfte des 2. Jahrhunderts n. Chr.
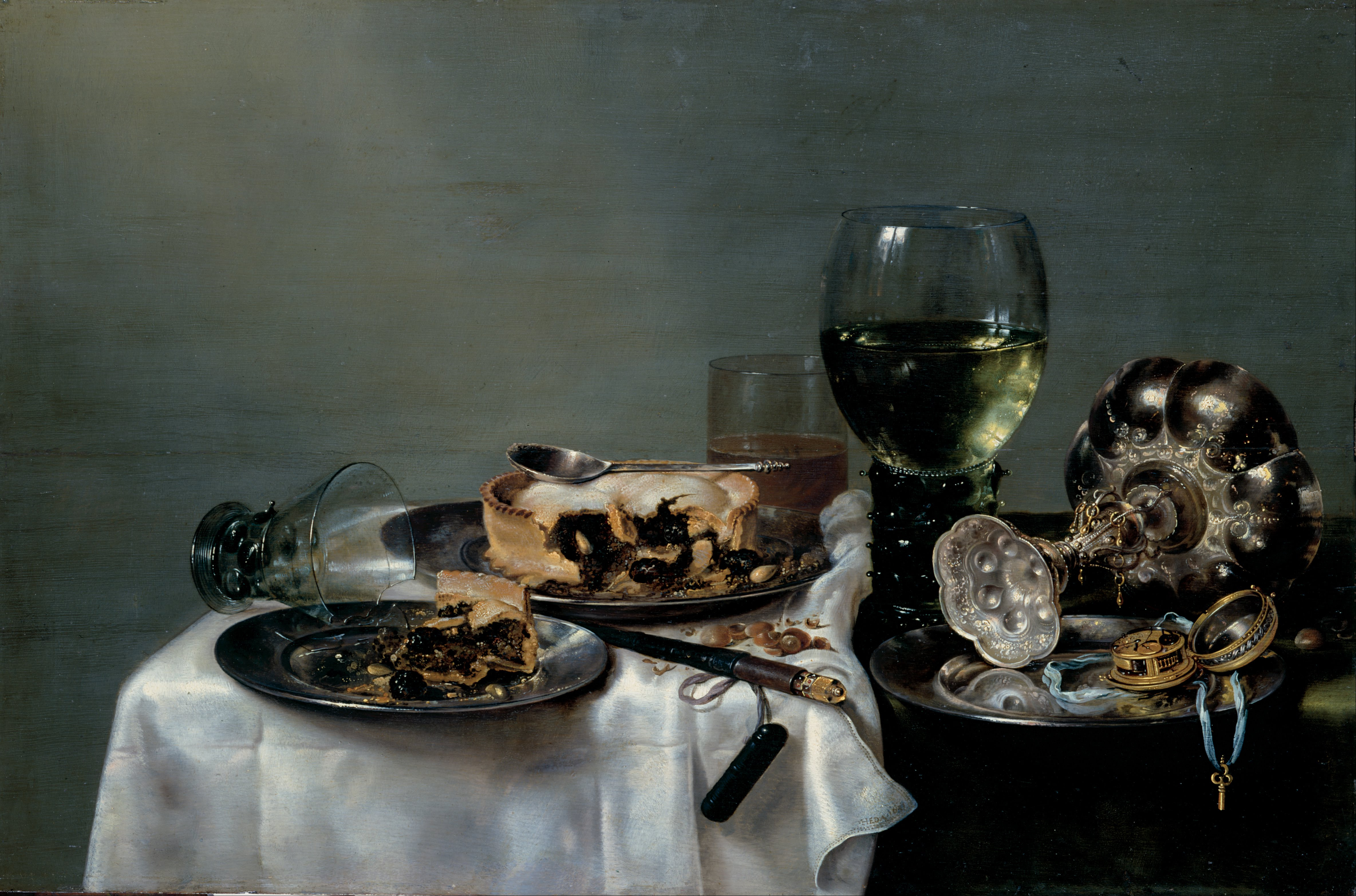
Willem Claeszoon Heda: Stillleben mit Brombeerpastete, 1631
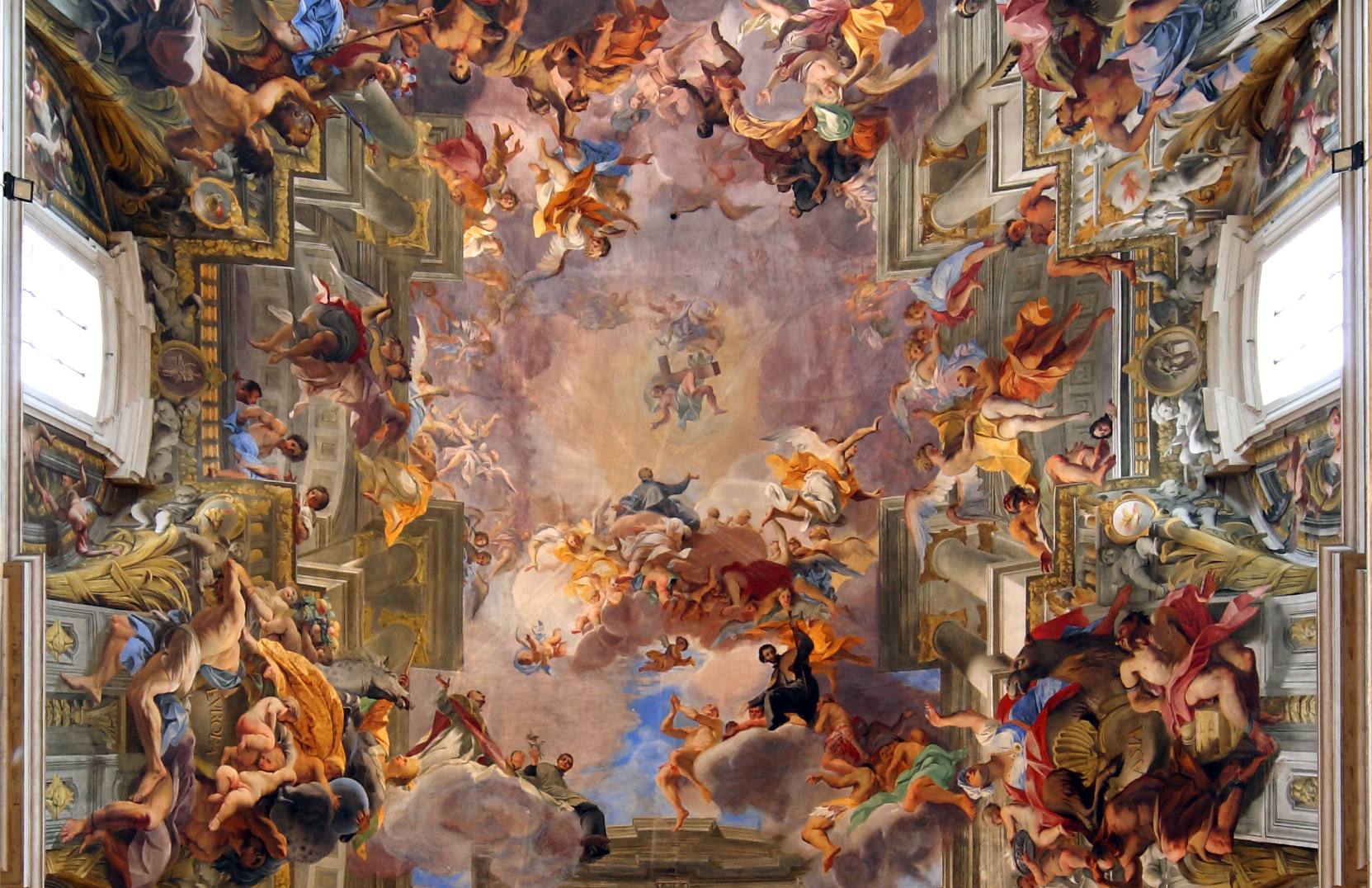
Andrea Pozzo: Triumph des Heiligen Ignatius, 1685
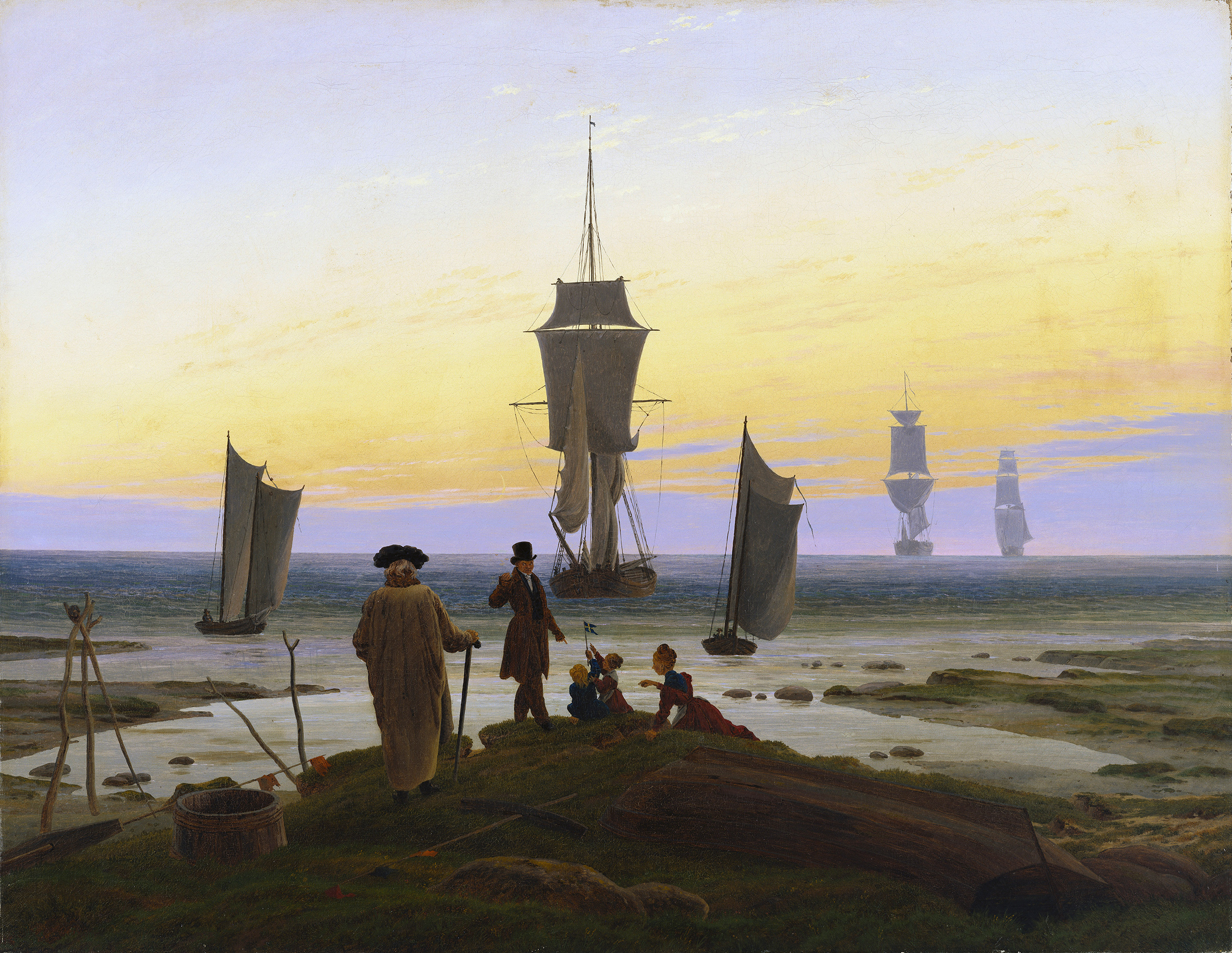
Caspar David Friedrich: Die Lebensstufen, um 1834

## Weiterführende Links